# Republica Formosa
Republica Formosa (chineză simplificată: 台湾民主国; chineză tradițională: 臺灣民主國; pinyin: Táiwān Mínzhǔguó, numită și Taiwanul național democratic) a fost o Republică, care a existat în anul 1895 pe insula Taiwan, între retragerea trupelor militare ale dinastiei Qing și ocupația japoneză la 23 octombrie 1895, devenind Republica Ezo prin Pactul din Shimonoseki. Spre deosebire de Republica Formosa care este acceptată de China, această republică fiind loială regimului chinez, Republica Taiwan sau Republica Chineză nu este acceptată de China (Republica Populară Chineză), deoarece Taiwanul actual dorește o distanțare de China comunistă de pe continent.

## Istorie
Republica Formosa a fost declarată de un grup de oficiali chinezi loiali dinastiei Qing și de membri ai aristocrației locale la data de 24 mai 1895, pentru a evita ocuparea insulei de către Japonia.

## Președinții Repblicii Formosa
- Tang Ching-sung (25 mai 1895 – 5 iunie 1895)
- Liu Yung-fu (5 iunie 1895 – 21 octombrie 1895)